# Макеева, Ольга Александровна
Ольга Александровна Макеева (укр. Ольга Олександрівна Макеєва; род. 21 ноября 1974, Донецк, Украинская ССР, СССР) — государственный и политический деятель, дипломат. Чрезвычайный и Полномочный Посол подконтрольной России Донецкой Народной Республики в России с 6 мая по 4 октября 2022 года. Заместитель Председателя Народного совета ДНР (2015—2022). Вследствие вторжения России на Украину находится под персональными санкциями 27 стран ЕС, Великобритании, Канады и ещё ряда стран. С 20 декабря 2024 года  -  заместитель Председателя Правительства Донецкой Народной Республики – руководитель Представительства Донецкой Народной Республики в городе Москве.

## Биография
Ольга Александровна Макеева родилась в 21 ноября 1974 году в Донецке. Окончила Донецкое педагогическое училище по специальности «Учитель музыки в школе, музыкальный руководитель».
Является выпускником экономико-правового факультета Донецкого национального университета (2002 год, специальность — юриспруденция).
В 2017 году окончила магистерскую программу «Политический менеджмент» в «Донецкой академии управления и государственной службы при главе ДНР».
До 2014 года — руководитель юридической службы в ряде коммерческих организаций.
В Народном Совете ДНР занимала должность председателя комитета по конституционному законодательству и государственному строительству.
С 10 октября 2015 по 6 мая 2022 года — вице-спикер Народного Совета ДНР.
С 14 сентября по 19 ноября 2018 года — исполняющий обязанности председателя Народного совета ДНР.
В 2023 году окончила аспирантуру ФГБОУ ВО «Донецкая академия управления и государственной службы при главе ДНР». Защитила диссертацию. В 2024 году присвоена ученая степень кандидата экономических наук.
6 мая 2022 года указом главы ДНР Дениса Пушилина назначена на должность чрезвычайного и полномочного посла ДНР в России.
В 2024 году окончила ФГОУ ВО "Дипломатическая академия МИД России".
20 декабря 2024 года Указом Главы ДНР назначена заместителем Председателя Правительства Донецкой Народной Республики – руководителем Представительства Донецкой Народной Республики в городе Москве [https://glavadnr.ru/doc/ukazy/Ukaz_N751_20122024.pdf].

## Санкции
26 апреля 2022 года включена в санкционный список Канады «за соучастие в продолжающихся нарушениях суверенитета и территориальной целостности Украины со стороны российского режима». По аналогичным основаниям, с 8 апреля 2022 года находится под санкциями всех стран Европейского союза. С 27 мая 2022 года находится под санкциями Великобритании. С 13 апреля 2022 года находится под санкциями Швейцарии. С 26 февраля 2022 года находится под санкциями Японии. Указом президента Украины Владимира Зеленского от 19 октября 2022 находится под санкциями Украины.

## Дипломатический ранг
Имеет дипломатический ранг Чрезвычайного и Полномочного Посла (ДНР).

## Награды
Награждена государственной наградой «Знак отличия за заслуги перед Республикой» (ДНР).

## Семья
Замужем. Имеет дочь.